# Being Frank
Being Frank (Brasil: Duas Famílias e Um Segredo ) é um filme de comédia estadunidense de 2018 dirigido por Miranda Bailey e escrito por Glen Lakin. O filme é estrelado por Jim Gaffigan, Logan Miller, Samantha Mathis, Alex Karpovsky e Anna Gunn. Foi lançado em 14 de junho de 2019, pela The Film Arcade.

## Sinopse
A vida familiar de um pai normal vira de cabeça para baixo quando seu filho descobre que seu pai tem outra família.

## Elenco
- Jim Gaffigan como Frank Hansen
- Logan Miller como Philip Hansen
- Samantha Mathis como Bonnie
- Alex Karpovsky como Ross
- Anna Gunn como Laura Hansen
- Danielle Campbell como Allison
- Isabelle Phillips como Kelly
- Emerson Tate Alexander como Lib Hansen
- Daniel Rashid como Lewis
- Gage Polchlopek como Eddie
- Thomas Mulzac como Troy
- Hayes MacArthur como Stan Kempler
- Michelle Hurd como Marcy Kempler

## Lançamento e recepção
O filme estreou na South by Southwest em 11 de março de 2018.  O filme foi lançado em 14 de junho de 2019, pela The Film Arcade.
No Rotten Tomatoes, o filme tem uma taxa de aprovação de 31% com base em 39 resenhas, com uma classificação média de 5.58/10. O consenso dos críticos do site diz: "Being Frank sugere que Jim Gaffigan pode ter um futuro real como ator dramático -- se ao menos ele oferecesse projetos que não sofram com tanto potencial desperdiçado."